# Foxmail
Foxmail是腾讯公司旗下的免费电子邮件客户端，具有電子郵件管理和邮件服务器功能。同时它还有RSS订阅、日历、联系人等功能。

## 歷史
Foxmail最初在1997年1月由华中科技大学毕业生張小龍開發，其名字取自金庸武侠小说《笑傲江湖》中的人物令狐冲。2000年4月18日，Foxmail以1200萬元的價格賣給了博大公司，随后于2005年3月16日被腾讯控股收购。

## 使用
根据2001年新浪网的统计，Foxmail在中国占有32.92%的市场份额。在2003年的一份与威瑞信共同发布的推广国际化域名的新闻稿中透露Foxmail在中国每天有超过300万用户，而作为对比，2002年1月中国互联网用户的总数为3500万。Foxmail的教程经常可以在面向中国市场的互联网扫盲书籍中找到。

## 争议
2011年6月，荷兰版PC Magazine报道称，Foxmail的6.0版本偶尔会向datacollect.foxmail.com.cn发送电子邮件使用数据，但总体来说是“优秀的电子邮件客户端”，推荐不受此问题影响的被腾讯收购前的最后一个版本，即5.0.8版。
Foxmail 5在主题和地址头字段中放入了8位字符，违反了RFC 822、2822和5322，但是是为了支持IETF于2003年3月发布的RFC3454、RFC3490、RFC3491、RFC3492等中文域名标准。

## 外部連結
- 官方网站